# Distretto di Wat Sing
Il distretto di Wat Sing (in thailandese: วัดสิงห์) è un distretto (amphoe) della Thailandia, situato nella provincia di Chainat.